# Oene Gerritsz Gorter
Oene Gerritsz Gorter, né le 21 janvier 1758 à Leeuwarden et mort dans cette ville le 31 janvier 1818, est un homme politique néerlandais.

## Biographie
Le 30 mars 1796, Gorter est élu député d'Oosterwierum à la première assemblée nationale batave. Il n'est pas réélu lors du renouvellement de l'assemblée en août 1797 mais parvient à retrouver son siège lors d'une élection complémentaire en septembre. Unitariste radical, il soutient le coup d'État du 22 janvier 1798 mais n'est pas inquiété après le renversement des unitaristes lors du coup d'État du 12 juin. Il siège au corps représentatif batave entre le 31 juillet 1798 et le 29 juillet 1800.